# Ciampa (bướm đêm)
Ciampa là một chi bướm đêm thuộc họ Geometridae.

## Các loài
- Ciampa arietaria (Guenée, 1857)
- Ciampa chordota (Meyrick, 1890)
- Ciampa heteromorpha (Lower, 1901)
- Ciampa melanostrepta (Lower, 1893)